# حبوش
حبوش قرية لبنان في قضاء النبطية التابعة لمحافظة النبطية في الجنوب .

حبوش

## جغرافيتها
تبعد القرية 30 كلم جنوباً عن مدينة صيدا و2 كلم عن مدينة النبطية. مساحتها 8600 دونم، وترتفع عن سطح البحر 450 متراً. تمتاز بموقعها جغرافياً كمدخل لمدينة النبطية ونقطة انطلاق نحو منطقة إقليم التفاح الذي يضم العديد من القرى والبلدات. يبلغ عدد سكانها 12000 نسمة .

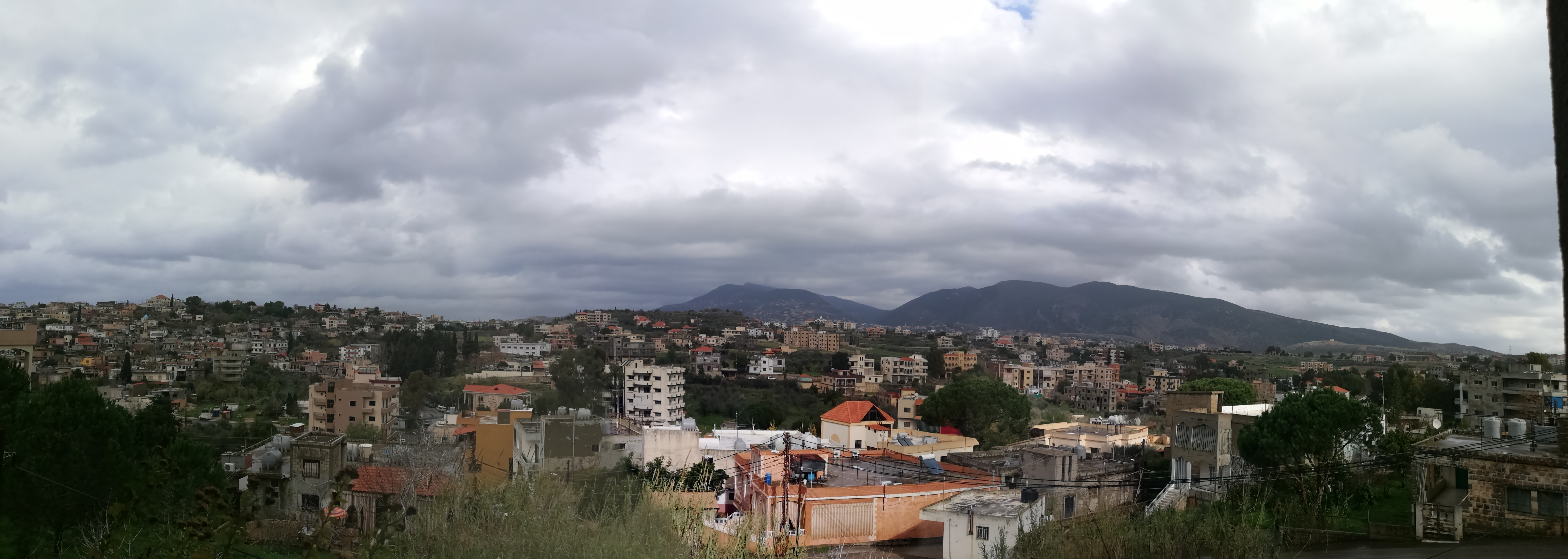
حبوش 2018

## التسمية
يعتقد أن اسمها جاء من أصل كلمة (حبوس) الأرامية وهي مجموع حبس، أي تعني مكان العزلة الدينية[بحاجة لمصدر].كما ذكر بأن اسم حبّوش ربما كان تحريفاً لإسم (حُبت) آلهة حورية وشرما هو إله حوري حيث يربط البلدة تاريخياً بالشعب الحوري.

## معالمها
حبوش غنية بالآثار التي تعود إلى أقدم العصور. ومن أهم هذه الآثار «خربة شرما» التي تقع شرقي البلدة حيث وجد فيها فخاريات قديمة محطمة. وظهر فيها سابقاً حجر معصرة قديم كبير الحجم من الصخر وعامود من الرخام وهي مليئة بآبار المياه. ويدل اسمها على أنها كانت عامرة ثم خربّت.
وبالقرب من منطقة شرما يوجد تل كبير مرتفع يأخذ شكلاً شبه دائري قطره حوالي 400 م تقف حائراً بتفسير شكله الأسطواني الذي يتسع من أسفل قاعدته ويضيق من أعلاها وهو يشرف على نهر الزهراني القريب منه. وعثر فيه على هياكل عظمية وفخاريات بحالة سليمة وعلى قطع نقدية تعود إلى العصر الروماني. كما عثر فيه على قطع فخاريات وطين (لم تصغ بعد) ما يعتقد إنه كان معداً للصناعة.
ومن الناحية الشمالية للتل يوجد ثلاثة مغاور محفورة في الصخر أبوابها تطل ناحية النهر وكما يقال أنه كانت تحصل فيه عمليات نبش سرية وبعضهم يعثر على قطع ذهبية في تلك المغاور